# Miłosne potyczki
Miłosne potyczki (tur. Aşk Laftan Anlamaz) – turecki serial telewizyjny z gatunku komedia romantyczna. Miał swoją premierę w Turcji 15 czerwca 2016 roku (na antenie Show TV), a w Polsce 14 stycznia 2019 roku (na antenie TVP2 w dni robocze o 13:15). Pierwsza emisja w Polsce zakończyła się 14 czerwca 2019. Ponowna emisja ma miejsce od 9 listopada 2020 w TVP3 w dni robocze o 15:20.
Występują w nim w głównych rolach Hande Erçel jako Hayat Uzun oraz Burak Deniz jako Murat Sarsılmaz. Akcja serialu rozgrywa się w Stambule i dotyczy romansów w międzynarodowej firmie odzieżowej Sarte.

## Fabuła
Hayat Uzun, pochodząca ze wsi córka rybaka, jest pod presją rodziny, by znaleźć pracę w Stambule, gdyż w innym przypadku będzie musiała wrócić do swojej rodziny na wsi. Przypadek pozwala jej na zdobycie pracy w międzynarodowej firmie tekstylnej Sarte, jako osobistej asystentki Murata Sarsılmaza. Pierwotnie praca była zarezerwowana dla Suny Pektas, przyjaciółki rodziny Sarsilmazów. Murat zaczyna się zakochiwać w Hayat. To wywołuje zazdrość byłej dziewczyny Murata, Didem, głównej modelki firmy.

## Obsada
- Burak Deniz jako Murat Sarsılmaz
- Hande Erçel jako Hayat Sarsılmaz /Uzun
- Oğuzhan Karbi jako Doruk Sarsılmaz
- Özcan Tekdemir jako Aslı
- Merve Çağıran jako İpek
- Süleyman Felek jako Kerem
- Bülent Emrah Parlak jako Cemil Uzun
- Demet Gül jako Tuval Yanıkoğlu
- İsmail Ege Şaşmaz jako İbrahim
- Birand Tunca jako Emre Azatoğlu
- Betül Çobanoğlu jako Derya Sarsılmaz
- Cem Emüler jako Nejat Sarsılmaz
- Nazan Diper jako Azime Sarsılmaz
- Metin Akpınar jako Haşmet Uzun
- Evren Duyal jako Fadik
- Sultan Köroğlu Kiliç jako Emine Uzun